# SCN2B
SCN2B (англ. Sodium voltage-gated channel beta subunit 2) – білок, який кодується однойменним геном, розташованим у людей на короткому плечі 11-ї хромосоми. Довжина поліпептидного ланцюга білка становить 215 амінокислот, а молекулярна маса — 24 326.
| 10         |  | 20         |  | 30         |  | 40         |  | 50         |
| ---------- |  | ---------- |  | ---------- |  | ---------- |  | ---------- |
| MHRDAWLPRP |  | AFSLTGLSLF |  | FSLVPPGRSM |  | EVTVPATLNV |  | LNGSDARLPC |
| TFNSCYTVNH |  | KQFSLNWTYQ |  | ECNNCSEEMF |  | LQFRMKIINL |  | KLERFQDRVE |
| FSGNPSKYDV |  | SVMLRNVQPE |  | DEGIYNCYIM |  | NPPDRHRGHG |  | KIHLQVLMEE |
| PPERDSTVAV |  | IVGASVGGFL |  | AVVILVLMVV |  | KCVRRKKEQK |  | LSTDDLKTEE |
| EGKTDGEGNP |  | DDGAK      |  |            |  |            |  |            |

A: Аланін

C: Цистеїн

D: Аспарагінова кислота

E: Глутамінова кислота

F: Фенілаланін

G: Гліцин

H: Гістидин

I: Ізолейцин

K: Лізин

L: Лейцин

M: Метіонін

N: Аспарагін

P: Пролін

Q: Глутамін

R: Аргінін

S: Серин

T: Треонін

V: Валін

W: Триптофан

Кодований геном білок за функціями належить до іонних каналів, потенціалзалежних каналів, фосфопротеїнів. 
Задіяний у таких біологічних процесах, як транспорт іонів, транспорт, транспорт натрію. 
Білок має сайт для зв'язування з іоном натрію. 
Локалізований у мембрані.